# Blut-Thymus-Schranke
Die Blut-Thymus-Schranke schützt die im Thymus reifenden T-Lymphozyten vor der Exposition mit Antigenen.
Sie wird von verschiedenen Zellschichten gebildet, zu der die Fortsetzung der subkapsulären Epithelschicht des Thymus gehört, welche in Verbindung mit dem Endothel der Kapillare steht.
Inzwischen wird die Wirksamkeit einer solchen Schranke angezweifelt, da die Blutgefäße des Markes nicht umhüllt sind. Hier gehen die gereiften T-Lymphozyten zum Abtransport ins Blut über.

## Schichtenfolge der Blut-Thymus-Schranke
An die Kapsel des Thymus angrenzend befinden sich die epithelialen Retikulumzellen, sie bilden die erste Schicht der Blut-Thymus-Schranke. Diese umgibt die Rinde, so dass keine Fremdantigene eindringen können.
Die zweite Schicht wird von der Basalmembran der Retikulumszellen gebildet. Die folgenden Schichten werden von den Wandanteilen der Kapillare gebildet. Dazu gehört als dritte Schicht die perivaskulare Bindegewebswand, die vierte Schicht wird gebildet von der Basalmembran der Kapillare und die letzte und fünfte Schicht besteht aus dem Endothel der Kapillare.